# Magdalena Oliver Clapés
Magdalena Oliver Clapés (Barcelona, 1933-2013) fou una gestora cultural catalana, directora de la Institució de les Lletres Catalanes entre 1996 i 1998.
Filla d'una família de la burgesia catalana, va passar uns anys a França de petita, durant la postguerra espanyola. També va viatjar a Alemanya i a Anglaterra i Suïssa. De nou a Barcelona, va començar a treballar a l'agència de Carme Balcells, des d'on va entrar en contacte amb autors de primer nom i va poder assistir a fires del llibre d'arreu d'Europa. Més endavant, es va incorporar al Departament de Cultura de la Generalitat de Catalunya, treballant al Servei del Llibre com a Delegada del Llibre. També va realitzar dossier per a la promoció internacional d'autors catalans i va treballar per millorar la dignificació del llibre il·lustrat.
Va ser directora de la Fundació Internacional del Dia del Llibre, un projecte per internacionalitzar la Diada de Sant Jordi. Gràcies, en part, a la seva feina, cada 23 d'abril se celebra el Dia internacional del llibre.
Entre 1996 i 1998 fou directora de la Institució de les Lletres Catalanes. Abans hi havia sigut membre de la junta de govern, ja des de 1988, com a Delegada del Llibre. Durant la seva etapa va treballar al costat d'Isabel-Clara Simó, qui fou nomenada directora de gestió cultural de la institució. Juntes van fomentar campanyes com Va de lletres, Lletres a la tardor o Punt de Lectura. Després del seu pas per la ILC, va tornar al Servei del Llibre fins que es va jubilar, dos anys després.
Més enllà de la literatura, també li agradava el món del cinema.